# Noticieros TCS
Noticieros TCS es el conjunto de espacios informativos que posee la televisora publica Telecorporación Salvadoreña. Y se denomina con ese nombre a su fuerza informativa nacional, que se compone de siete noticieros, los cuales transmiten de lunes a domingo en diferentes horarios.

## Espacios informativos
- TCS Noticias (en canales 2, 4, 6 y TCS HD)
- Frente @ Frente (Programa Político)(Canal 2 y 4)
- Frente @ la comunidad (programa nacional de denuncias) (Canal 6)
- Teledos (Canal 2)
- Noticias 4 Visión (Canal 4)
- Minuto a Minuto (Cobertura nacional de TCS)
- El Noticiero 6 (Canal 6)

## Fusión
A partir del 1 de abril del 2002, Telecorporación Salvadoreña decide fusionar la labor de sus noticieros y conjuntar a su fuerza informativa, para optimizar recursos y agilizar el manejo de información.
La fusión incluyó un cambio de imagen en los distintivos de los reporteros y un cierre común por parte de todos sus reporteros al momento de la cobertura periodística.